# Kinpatsu no Jeanie
Kinpatsu no Jeanie (яп. 金髪のジェニー) — включающий 13 эпизодов аниме-сериал, показанный в Японии в 1979 году. По нему в 1992 году студией Nippon Animation был снят ремейк Kaze no Naka no Shoujo Kinpatsu no Jeanie (яп. 風の中の少女 金髪のジェニー Кадзэ но нака сё:дзё кимпацу но Дзэ:ни, «Девочка ветра: Русоволосая Дженни»), включивший уже 52 серии. Сюжет аниме основан на песне 1854 года «Русоволосая Дженни» (Jeanie with the Light Brown Hair), которую написал Стивен Фостер о своей жене Дженни.

## Сюжет
История начинается в маленьком городке в штате Пенсильвания в 1838 году. У Дженни МакДауэлл была счастливая жизнь до того момента, пока не умирает её мать. Вместе со своими верными друзьями Стивеном и Биллом она решает посвятить свою дальнейшую жизнь помощи другим людям.

## Персонажи
Примечание — имена сэйю приведены для фильма «Kaze no Naka no Shoujo Kinpatsu no Jeanie».

### Главные герои
Дженни МакДауэлл — весёлая и красивая девочка со светлыми волосами, любящая играть на фортепиано, чему учится у своей матери. 
Сэйю: Мицуко Хориэ
Стивен Фостер — мальчик хорошо играющий на губной гармонике. 
Сэйю: Тосико Фудзита
Билл — тёмнокожий мальчик, который очень хорошо играет на банджо. 
Сэйю: Масами Кикути

### Второстепеные персонажи
| Персонажи        | Японский Дубляж   |
| ---------------- | ----------------- |
| Джейсон          | Мицуо Сэнда       |
| Конрад           | Суми Симамото     |
| Канна            | Сакико Тамагава   |
| Мора             | Кумико Нисихара   |
| Бетти            | Юри Сиратори      |
| Кэти             | Масако Миура      |
| Мами             | Норико Ока        |
| Генри            | Хидэтоси Накамура |
| Сьюзен           | Кэй Хаями         |
| Госпожа Гарланд  | Румико Укай       |
| Фредди           | Кинрю Аримото     |
| Анжела МакДауэлл | Вака Канда        |
| Сэнди            | Китон Ямада       |
| Диана            | Масако Кацуки     |
| Роберт           | Хиро Юки          |
| Большой Джо      | Такко Исимори     |